# Liste des aires marines protégées en Italie
Liste des aires marines protégées d'Italie
Les aires marines protégées font partie des zones naturelles protégées en Italie,.
Elles sont constituées d’étendues de mer, côtières ou non, dans lesquelles les activités humaines sont partiellement ou totalement limitées. Dans les réserves marines, il est absolument interdit de déposer des déchets sur les plages. Les activités suivantes sont soumises à une réglementation variable : pêche sportive, pêche professionnelle, plongée sous-marine, entrée des moyens de transport polluants (bateaux à moteur, motos, voitures). La typologie de ces zones varie en fonction des contraintes de protection.
Selon la Liste officielle des zones naturelles protégées (it) (EUAP) actuellement en vigueur (6e mise à jour de 2010), il existe 27 zones marines protégées en Italie, qui couvrent une surface marine d'environ 222 442 hectares. À cela s'ajoutent deux parcs immergés (Baia et Gaiola) et le Sanctuaire international des mammifères marins, également appelé sanctuaire Pelagos.

## Aire suprarégionale

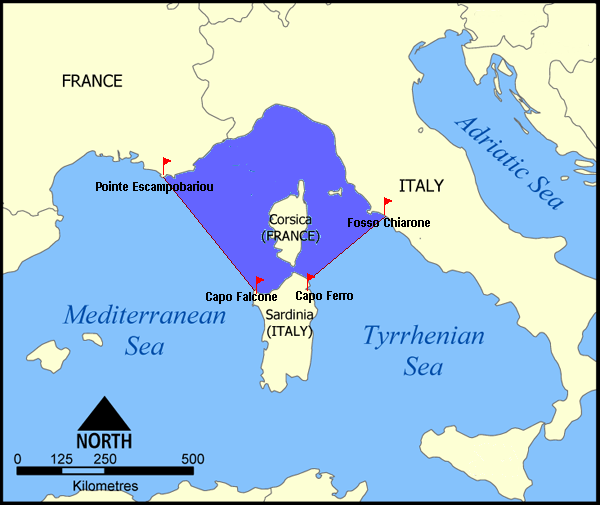
Sanctuaire Pelagos.

- Sanctuaire des Cétacés (étendu à la Ligurie, à la Toscane, au Nord de la Sardaigne, à la Corse et à l'Est de la côte méditerranéenne française).

## Abruzzes
- Aire marine protégée de Torre del Cerrano (2010)

## Calabre
- Aire marine protégée de Capo Rizzuto (1991)

## Campanie
- Aire marine protégée de Punta Campanella
- Aire marine protégée du Royaume de Neptune
- Aire marine protégée de Santa Maria di Castellabate
- Aire marine protégée des côtes d'Infreschi et Masseta
- Parc submergé de Baïes
- Parc submergé de Gaiola

## Frioul-Vénétie Julienne
- Réserve naturelle marine de Miramare (Golfe de Trieste)

## Latium
- Area naturale marina protetta Isole di Ventotene e Santo Stefano
- Area naturale marina protetta Secche di Tor Paterno

## Ligurie
- Area marina protetta Cinque Terre
- Area naturale marina protetta Portofino
- Area marina protetta Isola di Bergeggi

## Pouilles
- Réserve naturelle marine des îles Tremiti (1989)
- Réserve naturelle marine Torre Guaceto (1991)
- Aire marine protégée de Porto Cesareo (1997)

## Sardaigne
- Area naturale marina protetta Capo Carbonara
- Area marina protetta Penisola del Sinis - Isola Mal di Ventre
- Réserve marine de Tavolara - Punta Coda Cavallo (1997)
- Area naturale marina protetta Capo Caccia - Isola Piana
- Area marina protetta Isola dell'Asinara

## Sicile
- Area marina protetta Isola di Ustica
- Réserve naturelle marine des îles Cyclopes (1989)
- Riserva naturale marina Isole Egadi
- Area marina protetta Isole Pelagie
- Réserve naturelle de Capo Gallo - Isola delle Femmine
- Area marina protetta Plemmirio

## Toscane
- Aire marine protégée des fonds marins de Meloria [3] (2009)